# Kaos Studios
Kaos Studios était un studio américain de développement de jeux vidéo basé à New York. Le studio est créé en 2006 lorsque l'éditeur THQ embauche les principaux membres du défunt Trauma Studios dans le but de créer du jeu de tir à la première personne. L'entreprise ferme ses portes le 13 juin 2011.

## Historique
En février 2008, Kaos Studios sort son premier jeu vidéo, Frontlines: Fuel of War, sur Xbox 360 et PC. En mars 2009, THQ annonce que Kaos Studios recrute pour son nouveau jeu : Homefront.
Homefront sort en Europe et en Amérique du Nord en mars 2011 sur Xbox 360, PlayStation 3, et Windows. Le jeu est accueilli froidement par la critique, mais le jeu reste cependant un succès commercial.
Kaos Studios est finalement fermé par THQ en raison des coûts trop élevés dans la ville de New York, et les 80 employés du studios sont licenciés. Certains ont la possibilité de rejoindre les studios de Montréal, Austin ou Vancouver. Le futur de la franchise Homefront est repris par le studio interne de Montréal.

## Jeux développés
| Titre                   | Date de sortie | Plates-formes                    |
| ----------------------- | -------------- | -------------------------------- |
| Frontlines: Fuel of War | 2008           | Windows, Xbox 360                |
| Homefront               | 2011           | PlayStation 3, Windows, Xbox 360 |